# Love and Human Remains
Love and Human Remains es una película canadiense de 1993 dirigida por Denys Arcand y basada en la obra de teatro de Brad Fraser Unidentified Human Remains and the True Nature of Love. Fraser también escribió el guion de la adaptación cinematográfica. La versión cinematográfica sigue bastante de cerca la trama de la obra original: un hombre gay y su compañera de habitación heterosexual intentan (que experimenta sexualmente teniendo sexo con una lesbiana) encontrar el amor y la gratificación sexual en Edmonton, ya que un asesino en serie anda suelto en la ciudad.

## Reparto
- Thomas Gibson como David Mc Millan
- Ruth Marshall como Candy
- Cameron Bancroft como Bernie
- Mia Kirshner como Benita
- Joanne Vannicola como Jerri
- Matthew Ferguson como Kane
- Aidan Devine como Sal

## Producción
Si bien la película se rodó en Montreal, Quebec, la obra de teatro original y el guion están ambientados en Edmonton, Alberta. Hay intentos en el diálogo, la utilería y las imágenes de fondo de la película para identificar la ciudad como Edmonton, como en el comentario de David, "Vamos a pedir una pizza Rosebowl y hablemos de sus crisis sexuales" (Rose Bowl Pizza es un conocido restaurante y bar en Edmonton). En otra escena, la reportera de noticias de televisión se desconecta de "CFR-" y el control remoto de la televisión la interrumpe antes de que pueda decir "-N", la letra de identificación final de la estación afiliada de CTV de Edmonton. El comentario de Sal, "Es noche de pollo en Flash", es una alusión a Flashbacks, un bar gay de Edmonton desaparecido hace mucho tiempo. También hay un uso repetido del periódico Sun (el Edmonton Sun es uno de los principales diarios de la ciudad, aunque el nombre de la ciudad no está incluido en la cabecera del documento de utilería) e imágenes de Canadian Football League de CBC-TV de un juego de los Edmonton Eskimos.
Fraser ganó un Premio Genie por su guion adaptado, mientras que los protagonistas Mia Kirshner, Joanne Vannicola y Matthew Ferguson recibieron nominaciones por actuación.

## Estreno
En 2011, finalmente se lanzó en DVD de la Región 1 del servicio MOD de Sony Pictures Classic. También está disponible en el Reino Unido en un DVD PAL Región 0 ("sin región") emitido por Arrow Films.